# Mission d’observation des Nations unies en Sierra Leone
Ne doit pas être confondu avec Mission des Nations unies en Sierra Leone.

Sierra Leone

La Mission d’observation des Nations unies en Sierra Leone (MONUSIL) est une opération de maintien de la paix des Nations unies qui s'est déroulée entre juillet 1998 et octobre 1999 en Sierra Leone.

## Historique
La mission est créée le 13 juillet 1998 par la résolution 1181 du Conseil de sécurité des Nations unies. La mission a pris fin le 22 octobre 1999 .

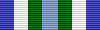
Ruban médailles